# Trinisaura
Trinisaura byl rod malého ornitopodního dinosaura z kladu Elasmaria.

## Popis
Trinisaura představovala ornitopodního dinosaura, žijícího v období svrchní křídy (geologický stupeň kampán, asi před 80 miliony let) na území dnešní Antarktidy (Ostrov Jamese Rosse, geologické souvrství Snow Hill Island). Je jedním z několika rodů neptačích dinosaurů, popsaných dosud z ledového kontinentu. Tehdy však měla Antarktida mírné podnebí, podobné dnešnímu středoevropskému.

## Objev a popis
Zkameněliny tohoto býložravého dinosaura byly objeveny roku 2008. Rodové jméno je poctou geologovi Trinidadu Diazovi, druhové se vztahuje k lokalitě objevu, jíž je Santa Marta Cove. Holotyp nese označení MLP-III-1-1 a sestává z částečně dochované postkraniální kostry subadultního (nedospělého) exempláře o délce asi 1,5 metru. Dinosaura popsal argentinský paleontolog Rodolfo Aníbal Coria a jeho kolegové počátkem roku 2013.

## Příbuzenství
Poměrně blízce příbuznými rody jsou ptakopánví dinosauři rodů Notohypsilophodon, Gasparinisaura, Talenkauen, Thescelosaurus a Anabisetia. Je možné, že Trinisaura byla bazálním iguanodontem. Každopádně nejde o vysoce odvozeného a vývojově vyspělého ornitopoda, přestože žil již v době počínající nadvlády pokročilých hadrosauridů (kachnozobých dinosaurů).

### Česká literatura
- SOCHA, Vladimír (2021). Dinosauři – rekordy a zajímavosti. Nakladatelství Kazda, Brno. ISBN 978-80-7670-033-8 (str. 156)